# Kastell Old Church

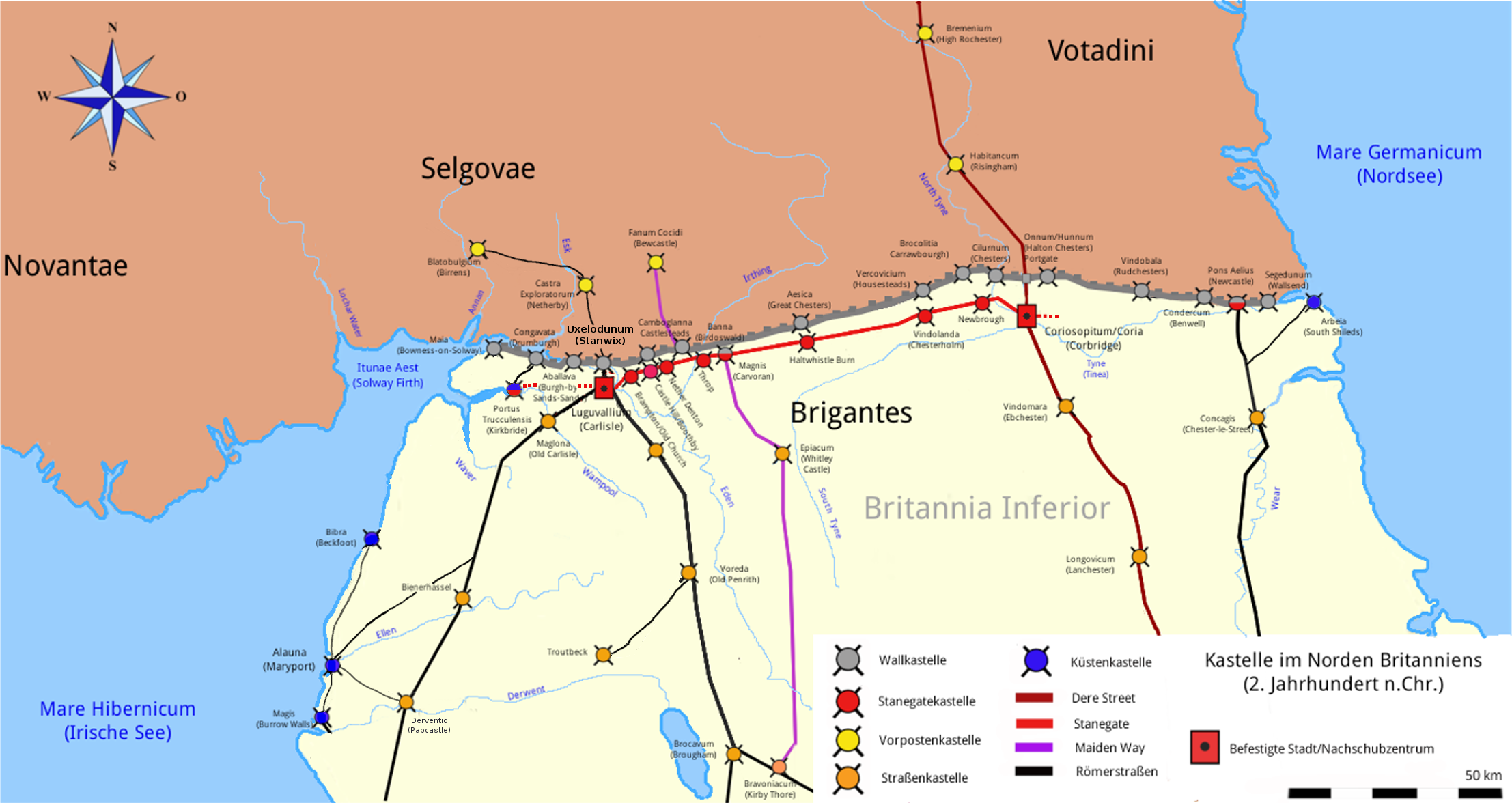
Verlauf des Stanegate und des Hadrianswalls mit Standorten der Kastelle

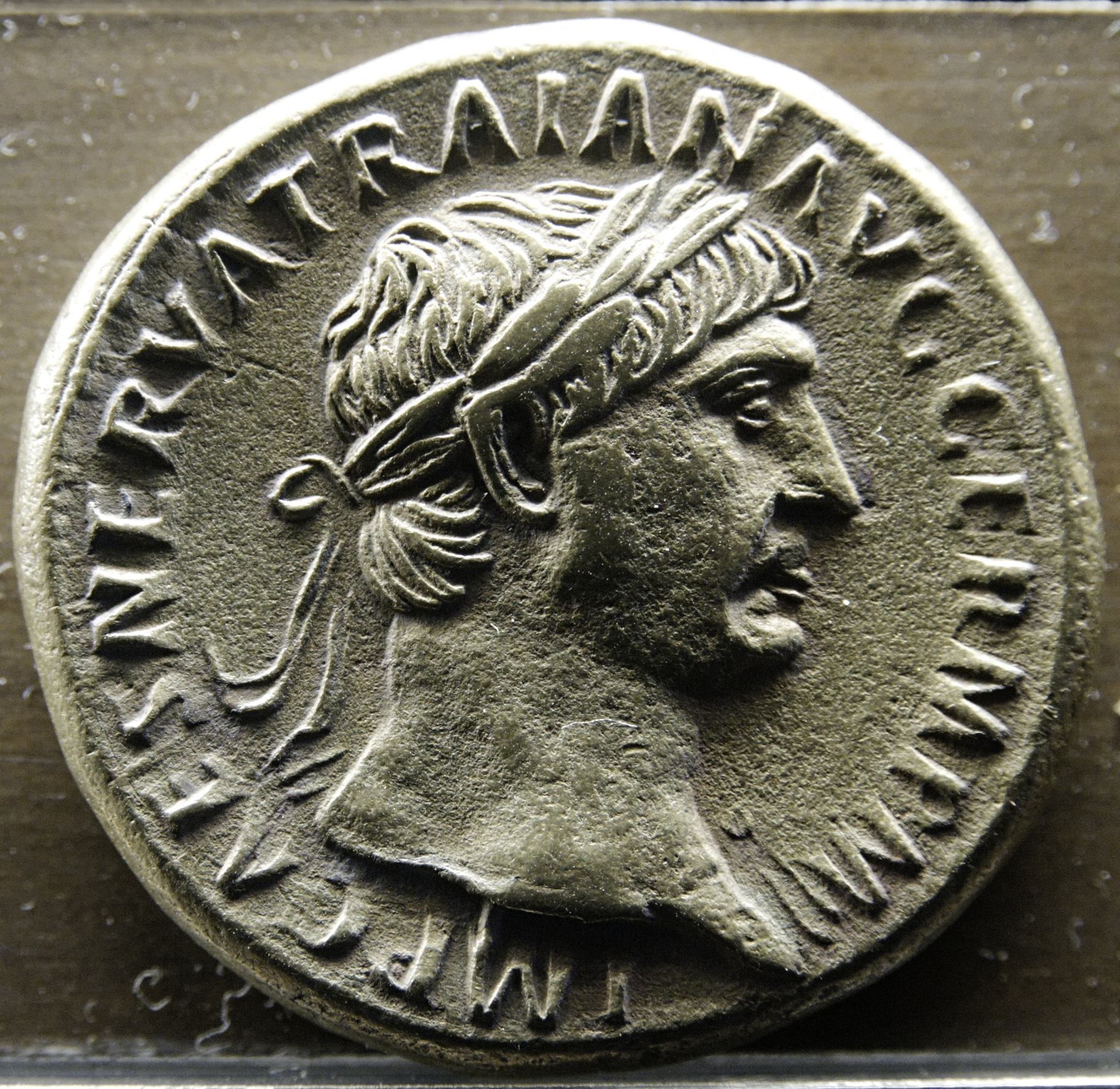
Münzportrait des Trajan

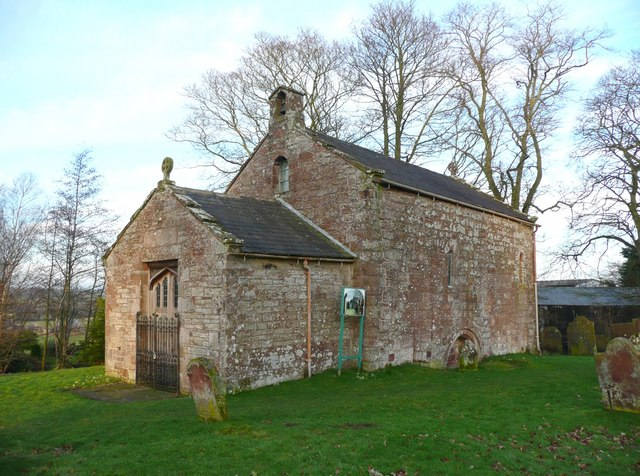
St.-Martins-Kirche (Old Church) in der NO-Ecke des Kastells, Ansicht aus Südwest

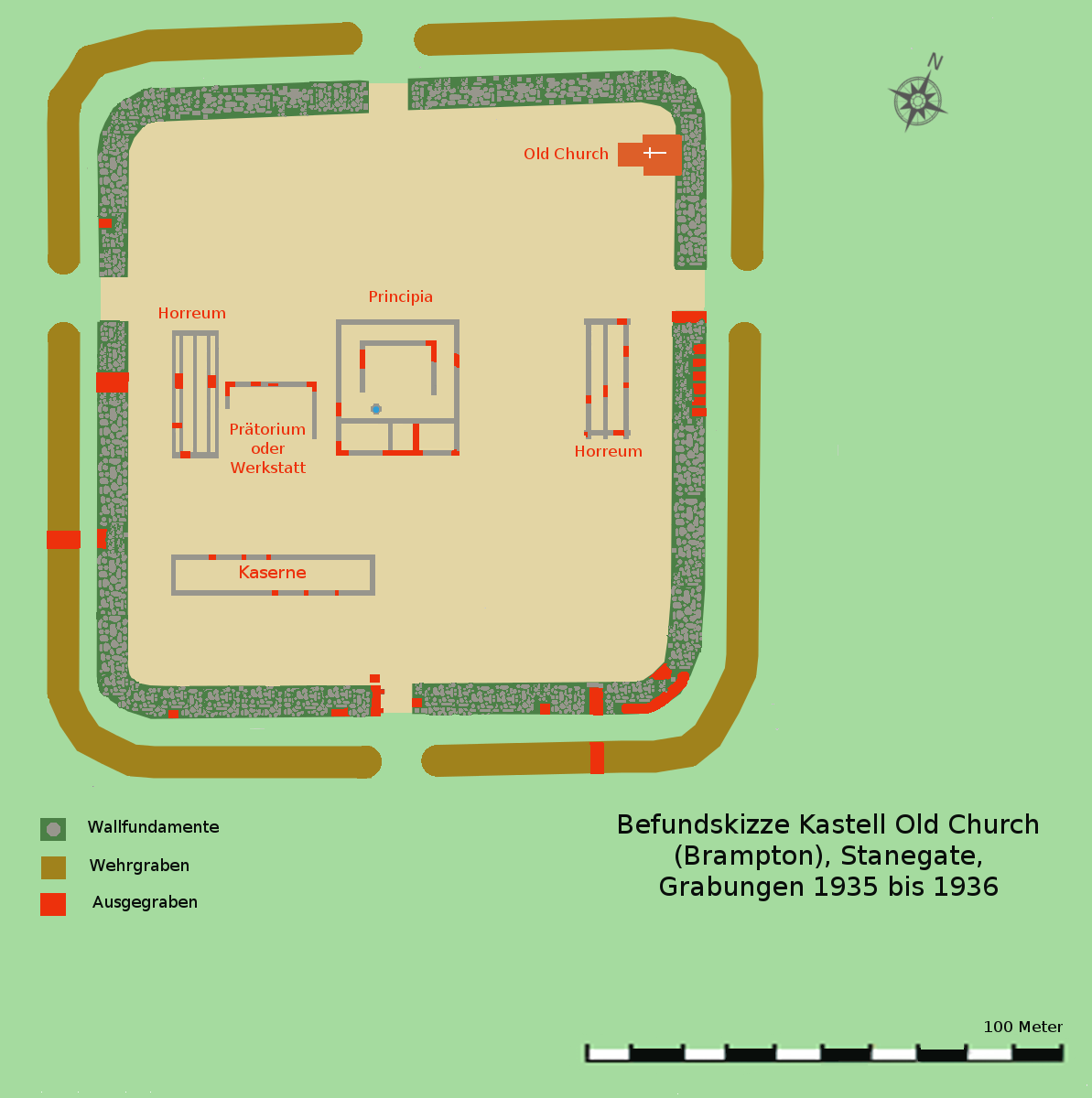
Befundskizze 1935–1936

Das Kastell Old Church war eine römische Befestigung an der Stanegategrenze im Norden Britanniens. Es befindet sich im District Carlisle, auf dem Gebiet der Stadt Brampton, im County Cumbria, England.
Das Lager stammt aus dem späten ersten oder frühen zweiten Jahrhundert nach Christus. Trotz der Nutzung der nördlichen Hälfte der römischen Festung als Friedhof weisen die punktuellen Ausgrabungen und Zufallsfunde sowohl in der nördlichen als auch in der südlichen Hälfte des Kastells auf das Vorhandensein noch gut erhaltener Überreste der Verteidigungsanlagen und Innenbauten hin. Darüber hinaus wurde jener Friedhofsbereich, auf dem sich auch der heute zerstörte Teil der mittelalterlichen St.-Martins-Kirche befindet, für spätere Bestattungen nie genutzt. Die Old Church wurde teilweise aus Steinen erbaut, die aus römischen Bauwerken der Umgebung stammen. Laut lokaler Überlieferung war diese Kirche eine der frühesten christlichen Versammlungsstätten in Cumbria.

## Lage
Das Kastell befindet sich 13,9 km nordöstlich von Carlisle und 800 Meter südlich des Stanegate. Es liegt auf einem Geländesporn, der an der Nord- und Westseite steil zum Fluss Irthing abfällt und von dem aus die Besatzung eine Furt überwachen konnte. Der Stanegate, der in einer Niederung im Norden am Kastell vorbeiläuft, wird heute durch eine stark abschüssige Straße markiert, die zum alten Flussbett des Crooked Holme führt. Die Kirche erreicht man auf der Longtown Road. Bei der Old Church querte der Stanegate das Überschwemmungsgebiet des Flusses, ungefähr 0,6 km nordwestlich des Kastells. Im 2. Jahrhundert gehörte die Region zur Provinz Britannia inferior, ab dem 4. Jahrhundert zur Provinz Britannia secunda.
Straßenverbindungen bestanden über der Stanegate,
- in Richtung Osten zum Kleinkastell Castle Hill (Boothby), Kastell Nether Denton
- in Richtung Westen nach Luguvalium und Uxelodunum (Stanwix).

Eine wohl schon vor dem Stanegate angelegte Straße führte zum Vorpostenkastell Castra Exploratorum (Netherby).

## Forschungsgeschichte
Das Bodendenkmal umfasst die römische Festung aus dem späten ersten oder frühen zweiten Jahrhundert an der Old Church bei Brampton und die Überreste der mittelalterlichen St.-Martins-Kirche, die sich in der nördlichen Hälfte der römischen Festung befindet. Der Kirchhof wurde 1861 und 1889 erweitert. Während dieser Baumaßnahmen wurden u. a. römische Fundamente und Amphorenfragmente entdeckt. Das Kastell selbst wurde 1935/36 von der Cumberland and Westmorland Antiquarian & Archaeological Society unter der Leitung von Frank Gerald Simpson/Ian Archibald Richmond und 1962 untersucht. Der nördliche Teil der Festung lag innerhalb des alten Kirchhofs und konnte nicht ausgegraben werden. Man beschränkte sich daher auf die südliche Hälfte des Areals. Die Grabungsergebnisse wurden im Jahr darauf in der Publikation (Transactions) der Society veröffentlicht. Die Datierung des Lagers erfolgte mit Hilfe einer Anzahl von Keramikfragmenten, die denen von Kleinkastell Haltwhistle Burn und Kleinkastell Throp stark ähnelten. Zusätzlich konnten zwei römische Münzen geborgen werden: ein Silberdenarius der späten Römischen Republik, geprägt 88 v. Chr. und ein Kupferas aus der Zeit des Postumus (260–268 n. Chr.). Für die Datierung des Kastells waren sie jedoch nicht von Bedeutung, sie wurden wohl dort irgendwann von Durchreisenden verloren. Berichten zufolge wurde 1897 auf einem Feld an der Südseite der Old Church Lane, östlich der Martinskirche und 800 Meter nordwestlich von Brampton, das Fragment einer Inschrift gefunden, eine Deutung war nicht möglich. Am Fuße des Geländesporns im Nordwesten der Festung stieß man auf eine großflächige Mörtelmasse, anscheinend römischen Ursprungs. Ihr ursprünglicher Zweck konnte nicht ermittelt werden, vielleicht die Fundamentierung für ein Gebäude, Wachturm oder Götterschrein. Auf dem Gelände der William Howard School, etwa 1,45 km östlich des Kastells, südlich der Old Church Lane, wurde zwischen 1963 und 1964 zudem ein Handwerkerkomplex gleicher Zeitstellung entdeckt.

## Entwicklung
Der Stanegate wurde zuerst als Nachschubweg unter dem Statthalter Gnaeus Iulius Agricola, 79/80 n. Chr., oder einem seiner Nachfolger angelegt. Um die Truppenbewegungen und Versorgungsgüter zu schützen, wurden an der Straße in festgelegten Abständen (ein Tagesmarsch) Kastelle angelegt. Der nächste Schritt war die Umwandlung in einen Limes, dafür war der Bau von weiteren Befestigungen, die auch die Lücken zwischen den schon bestehenden Lagern schlossen, notwendig. Das Kastell von Brampton war wohl einer dieser neuen Militärstützpunkte, die im frühen 2. Jahrhundert angelegt wurden, um den Verkehr am Stanegate zu überwachen. Die Stanegategrenze avancierte damit zum ersten festen römischen Verteidigungssystem im Norden Britanniens, das über die Linie Tyne – Solway Firth verlief. Das Kastell bei der Old Church wurde, wie das in Newbrough, wahrscheinlich während des Rückzugs der römischen Armee aus Schottland, d. h. in der Frühzeit der Herrschaft des Trajan, gegründet. Einige der Kastelle entlang der Stanegatelinie wurden schon während der Feldzüge des Agricola errichtet. Nun wurden sie wieder instand gesetzt und mit Soldaten belegt. Die Wiederherstellung dieser etwas größeren Festung am Stanegate ist ein Hinweis darauf, dass zur Zeit des Trajan eine Reihe von abwechselnden großen und kleinen Festungen entlang der Grenze angelegt wurden. Ebenso wie das Kastell in Newbrough hatte auch das in Brampton aber nur eine kurze Lebensdauer und wurde wieder aufgegeben, als der Hadrianswall fertiggestellt war. In örtlichen Überlieferungen wird berichtet, dass dort schon in der Spätantike eine Kirche erbaut worden sein soll. Später soll sogar der aus Schottland stammende Bischof Ninian von Whithorn im verlassenen römischen Kastell eine Kirche errichtet haben. Der früheste urkundliche Beleg für die St.-Martins-Kirche stammt aus dem Jahr 1169, als sie bei der Einweihung der Lanercost Priory unter den Kirchengütern erwähnt wurde. Sie wurde teilweise aus wiederverwendeten Steinen des Hadrianswalls errichtet.

## Kastell
Das Holz-Erde-Lager hatte den für diese Zeit typischen rechteckigen (etwas nach NO verzogenen) Grundriss, der 125 Meter (Nord-Süd) × 118 Meter (Ost-West) misst und mit abgerundeten Ecken versehen war. Sein Areal ist noch als sehr niedrige Erdplattform erkennbar, die eine Fläche von 1,5 Hektar bedeckt. Die Ausgrabungen zeigten, dass die St.-Martins-Kirche in der nordöstlichen Ecke stand und ihre Ostwand direkt an den Lagerwall stieß. Der alte Friedhof bedeckt, zusammen mit den Resten der Kirche aus dem 11. Jahrhundert, den nördlichen Teil der römischen Festung. Die Nord-Ost-Ecke kann auf dem Kirchhof als markante Bodenerhebung verfolgt werden, Teile der West- und Südseite, einschließlich der Süd-West-Ecke, sind durch eine Feldgrenze und Reste der Umwehrung markiert. Bodenerosion an der nordwestlichen Ecke hat dort in den 1980er Jahren den Wallkern und sein Steinfundament freigelegt, dieser Abschnitt ist heute teilweise von Bäumen verdeckt. Der Südostwall ist auf dem Hang auf der linken Seite, westlich vom neuen Friedhof, zu erkennen. Die nördliche Lagerstraße und Zufahrt zum Stanegate ist als Hohlweg erhalten geblieben. Ein kleiner Abschnitt des Straßendamms des Stanegate ist noch nordöstlich der Old Church sichtbar. Der Kastellwall bestand aus Rasenziegeln und gestampftem Lehm, der auf einem 4,9 Meter breiten Fundament aus Flussgeröll und Sandstein aufsaß. Brustwehr, evtl. Zwischentürme und Torbauten bestanden wohl zur Gänze aus Holz. Zusätzlich war das Lager von einem Wehrgraben mit einer Breite von 4,3 Meter und einer Tiefe von 1,5 Meter umgeben, dem eine 4,3 Meter breite Berme vorgelagert war. In der Mitte des Nord- und Südwalls befand sich ein Tor. Das Südtor war anhand einer Lücke im Wallfundament erkennbar. West- und Osttor waren etwas nach NW versetzt. Zur Aufrichtung der Hauptstützen wurde ein Hebewerkzeug benötigt. Bei einem der Tore wurde eine große ovale Grube mit einer schräg abfallenden Wand auf einer Seite entdeckt. Diese wurde als Setzloch für eine Art Kran oder Flaschenzug interpretiert, der beim Bau des Tores verwendet wurde. Nachgewiesen werden konnten auch die Fundamente mehrerer Innengebäude, darunter die Kommandantur (Principia) im Zentrum des Lagerareals, zwei Getreidespeicher (Horreum), jeweils einer an der Ost- und Westseite, ein Kasernenblock (Contubernium) im südlichen Teil des Lagers (Raetendura) sowie die Überreste eines Gebäudes unbestimmter Funktion im Westen, entweder eine Werkstatt (Fabrica), oder das, allerdings sehr kleine, Prätorium, das Haus des kommandierenden Offiziers. Die Gebäudefundamente bestanden aus gestampftem Lehm, ihr Oberbau wohl ebenfalls aus Holz. Das Kastell wurde offensichtlich, nach Fertigstellung des Hadrianswalls, von seiner Besatzung planmäßig abgetragen, sogar die Stützpfostenlöcher der Innengebäude wurden (wie auch an den Wehranlagen der Gask Ridge 40 Jahre zuvor) wieder aufgefüllt.

## Garnison
Das Kastell bot Platz für eine Besatzung in der Stärke einer Cohors peditata quinquenaria (500 Mann Infanterie). Welche Einheit im Kastell stationiert war, ist mangels einschlägiger Funde und Schriftquellen unbekannt.

## Marschlager
Ungefähr 3 km westlich von Watchclose konnten ein temporäres Marschlager und drei weitere in White Moss und Stanwix Rural nachgewiesen werden. Alle befanden sich in der Zone zwischen dem Stanegate und dem Hadrianswall.

## Handwerker- und Töpfereizentrum
Auf dem Gelände der William Howard School wurden acht Öfen freigelegt, vier quadratische Ziegelöfen und vier ovale Töpferöfen, von denen einer noch eine Terrakottalampe enthielt, die mit dem Stempelaufdruck FORTIS versehen war. Bei den Ausgrabungen wurden über 800 Keramikscherben und Ziegelfragmente gefunden. Das Gelände wurde anscheinend verlassen, als das Kastell Old Church abgerissen wurde. Es ist also fast sicher, dass es von römischen Militärangehörigen betrieben wurde. Bei den Ausgrabungen wurde noch ein 3 Meter tiefer, römischer Brunnenschacht aufgedeckt. In ihm fanden sich 61 Metallgegenstände, darunter landwirtschaftliche Werkzeuge, Handwerksausrüstung, verschiedene Teile von Rüstungen und Geschirrbeschlägen. Die Gegenstände stammen aus der Zeit um 125 n. Chr., was wiederum darauf hinweist, dass der Standort nach Fertigstellung des Hadrianswalls aufgegeben wurde. Östlich der römischen Festung, bei Brampton, befand sich ein weiterer römischer Ziegelofen.